# Stephen Chow
Stephen Chow Sing-chi (周星馳|s=周星驰|, Zhōu Xīngchí; Hong Kong britànic, 22 de juny de 1962) és un actor i director hongkonès, expert sobretot en el camp de la comèdia. Va ser nomenat el Rei de la comèdia pels mitjans d'entreteniment de Hong Kong. Aquesta imatge es resumeix pel seu sobrenom 星爷(Sing Yeh, Maestro de les Arts Marcials que canta (sing)). El seu característic mo lei tau (humor d'Hong Kong) inclou jocs de paraules, doble sentit i bromes a costa dels aspectes singulars de la cultura xinesa, vist en algunes de les seves pel·lícules, com ara Siu lam juk kau, Kung-fu-sió i CJ7.

## Carrera
Va començar la seva carrera a l'escola d'actors de Shaw Brothers TVB. Més endavant va participar en el programa infantil 430 Shuttle, on era el personatge anomenat Vampir Negre i Blanc. En aquest moment, Chow va exercir principalment papers dramàtics a Hong Kong TVB, sobretot sèries de televisió, una de les quals és l'anomenada Dun Fei Final Combat (盖世豪侠) de 1989. Chow  va realitzar una destacada actuació i va començar a guanyar popularitat en Hong Kong. A més, en aquesta sèrie de televisió, va començar la col·laboració a llarg termini amb el director Lee Lik-chi (李力持) i l'actor Ng Man-tat (吴孟达). En 1990, la seva actuació en All For The Winner li va llançar en la seva carrera al cinema còmic, que és ara el seu principal gènere.
Les seves pel·lícules posteriors s'han construït sobre l'èxit i va desenvolupar la seva marca distintiva de l'humor conegut com mo lei tau (ximpleria o "no obvi"), que fa de l'ús freqüent d'eufemismes i del doble sentit inofensiu el seu principal característica. Chow demostra habitualment el seu talent per a la improvisació, la qual cosa suggereix als directors de gags millorar els guions, permetent més oportunitats de fer reescriptures del guió. A partir de 1994 va començar a escriure i dirigir algunes de les seves pel·lícules.
Fight Back to School (1991), From Beijing With Love (1994) i God of Cookery (1996) són exemples notables del seu estil de treball. Les seves pel·lícules solen utilitzar no sols un entorn històric, sinó també demostrar el modern període transversal de comèdia, com en les pel·lícules Justice, My Foot! (審死官) (1992) i Flirting Scholar (1993). De tant en tant, Chow es pren un descans en les seves comèdies. Una de les seves pel·lícules més dramàtiques és la segona part de A Chinese Odyssey, Cinderella (1994), vagament basada en el clàssic èpic xinès Viatge a l'Oest. Encara que essencialment la comèdia està en el seu cor, Chow va ser capaç de desenvolupar un personatge més seriós que els anteriors.
Les últimes pel·lícules de Chow han començat a concentrar-se en l'acció i els efectes especials en lloc de seqüències d'humor verbal, a fi d'apel·lar a una audiència internacional més àmplia. La pel·lícula que li va llançar a la fama internacional va ser Siu lam juk kau (2001) o Shaolin Soccer (en espanyol), que va fer ús del CGI, i va ser dirigida pel propi Chow. La seva següent pel·lícula va ser Kung Fu Sion (2004), també dirigida per ell, i al febrer de 2005 va superar a Siu lam juk kau com la pel·lícula amb xifres més altes del cinema a Hong Kong.
CJ7, que es va començar a filmar al juliol de 2006 en la zona oriental del port xinès de Ningbo es rumoreja que el pressupost cada vegada major per a una pel·lícula xinesa en el temps, amb un cost de més de 100 milions de iuans xinesos (14 milions de dòlars, 9,5 milions d'euros). Després d'haver estat anteriorment conegut per una sèrie de títols incloent les exòtiques,, Alien, Yangtze River VII, Long River 7, i A Hope, aquesta pel·lícula presenta a la nouvinguda Zhang Yuqi com la seva romàntica parella, Chow contínua amb la tradició de la introducció d'actrius joves que eventualment tindran èxit el cinema o la música. Aquestes són les actrius Karen Mok, Sharla Cheung, Athena Chu, Michelle Reis, Christy Chung, Gigi Leung, Cecilia Cheung i Huang Shengyi.
Durant 2007, ha estat un dels productors de l'adaptació al cinema de Dragon Ball, encara que no va estar en el rodatge de la pel·lícula, va ser l'encarregat de dissenyar les escenes de lluita entre els personatges del film. El 19 de setembre de 2008, es va anunciar que dirigirà i serà coprotagonista en la pel·lícula de Seth Rogen i Evan Goldberg,  The Green Hornet.
En un primer momento, iba a estar dirigida por Stephen Chow, quien también la iba a protagonizar En un primer moment, anava a estar dirigida per Stephen Chow, qui també l'anava a protagonitzar al costat de Seth Rogen. No obstant això, Chow va abandonar la producció, pel que sembla, per diferències creatives.
La seva productivitat ha disminuït molt en els últims anys, perquè Stephen Chow és cada cop més exigent amb ell mateix. A la recerca de més naturalitat, també és cada cop més exigent a nivell tècnic. El pressupost de Kung-fu-sió s'estima en més de 20 milions de dòlars. En qualsevol cas, les seves pel·lícules continuen tenint una càlida acollida pel públic, que està esperant que Stephen Chow reprengui el seu paper de Sing a la seqüela de Kung-fu-sió, prevista per a Hong Kong inicialment per a l'any 2010.
La producció de Kung-fu-sió 2 es va retardar a causa de la producció de la pel·lícula de ciència-ficció CJ7, i malgrat els rumors persistents sobre aquest projecte seqüela molt esperat. (i que podria haver tingut lloc a l'espai), Chow no va filmar res durant més de quatre anys abans de tornar finalment darrere de la càmera per a una nova versió del rei Mico, aquesta vegada titulada Journey to the West: Conquering the Demons.
La pel·lícula, que es va estrenar el febrer de 2013 i va ser codirigida per Derek Kwok, va tenir un gran èxit als cinemes de la Xina, ja que en pocs dies va guanyar 120 milions de dòlars i es va convertir en el major èxit de la carrera de l'actor/cineasta. Si l'objectiu de la pel·lícula era competir amb les produccions de Hollywood que envaeixen cada cop més el mercat asiàtic (com de Venjadors), per tant té èxit i Stephen Chow va anunciar en març de 2013 l'inici d'una seqüela, que promet ser molt més fosca que la primera obra. Davant l'ambició visual i el domini dels efectes especials que requereix aquesta seqüela, finalment deixa el lloc de director a Tsui Hark, amb Chow supervisant la pel·lícula com a guionista i productor.
Va tornar el 2016 per dirigir la comèdia fantàstica The Mermaid que en aquell moment es va convertir en gran èxit de taquilla a la Xina continental, and became the highest-grossing film of 2016 in China. després el 2019 amb The New King of Comedy, una versió femenina de King of Comedy del 1999, que escriu, dirigeix i produeix.

## Opinió política
El 2013, Stephen Chow va ser elegit membre de l'11è Comitè Provincial de Guangdong de la Conferència Consultiva Política del Poble Xinès (CPPCC)
In 2013, Stephen Chow was elected a member of the 11th Guangdong Provincial Committee of the Chinese People's Political Consultative Conference (CPPCC). Segons l'exposició dels mitjans de comunicació, Chow sovint arriba tard i se'n va d'hora a la conferència, i no ha presentat cap proposta.

## Filmografia

### Com a director
| Any  | Títol anglès                               | Director | Guionista | Productor | Títol xinès    | Notes                      |
| ---- | ------------------------------------------ | -------- | --------- | --------- | -------------- | -------------------------- |
| 1994 | From Beijing with Love                     | Sí       | Sí        | No        | 國產凌凌漆     | Codirigida amb Lee Lik-chi |
| 1996 | Forbidden City Cop                         | Sí       | Sí        | No        | 大內密探零零發 | Codirigida amb Vincent Kok |
| 1996 | The God of Cookery                         | Sí       | Sí        | No        | 食神           | Codirigida amb Lee Lik-chi |
| 1999 | King of Comedy                             | Sí       | Sí        | No        | 喜劇之王       | Codirigida amb Lee Lik-chi |
| 2001 | Shaolin Soccer                             | Sí       | Sí        | No        | 少林足球       |                            |
| 2004 | Kung Fu Hustle                             | Sí       | Sí        | Sí        | 功夫           |                            |
| 2008 | CJ7                                        | Sí       | Sí        | Sí        | 長江七號       |                            |
| 2013 | Journey to the West: Conquering the Demons | Sí       | Sí        | Sí        | 西遊·降魔篇    | Codirigida amb Derek Kwok  |
| 2016 | The Mermaid                                | Sí       | Sí        | Sí        | 美人魚         |                            |
| 2019 | The New King of Comedy                     | Sí       | Sí        | Sí        | 新喜劇之王     |                            |

### Com a actor
| Any                                   | Títol anglès                                  | Títol xinès                  |
| ------------------------------------- | --------------------------------------------- | ---------------------------- |
| 1983                                  | The Nuts (sèrie de televisió)                 | 黑白殭屍                     |
| 1983                                  | Crossroads – Pocket Money (curt de televisió) | 臨歧：零用錢                 |
| 1987                                  | Back To The Beyond                            | 陰陽界                       |
| 1988                                  | Behind Silk Curtains (sèrie de televisió)     | 大都會                       |
| 1988                                  | Final Justice                                 | 霹靂先鋒                     |
| 1988                                  | My Father's Son (sèrie de televisió)          | 鬥氣一族                     |
| 1988                                  | Faithfully Yours                              | 最佳女婿                     |
| 1988                                  | The Last Conflict                             | 刑警本色                     |
| 1988                                  | He Who Chases After the Wind                  | 捕風漢子                     |
| 1989                                  | The Final Combat (sèrie de televisió)         | 蓋世豪俠                     |
| 1989                                  | The Justice of Life (sèrie de televisió)      | 他來自江湖                   |
| 1989                                  | Thunder Cops II                               | 贼公差婆                     |
| 1989                                  | Just Heroes                                   | 義膽群英                     |
| 1989                                  | Dragon Fight                                  | 龍在天涯                     |
| 1990                                  | Love Is Love                                  | 望夫成龍                     |
| 1990                                  | My Hero                                       | 一本漫畫闖天涯               |
| 1990                                  | Lung Fung Restaurant                          | 龍鳳茶樓                     |
| 1990                                  | Curry and Pepper                              | 咖喱辣椒                     |
| 1990                                  | Sleazy Dizzy                                  | 小偷阿星                     |
| 1990                                  | Look Out, Officer!                            | 師兄撞鬼                     |
| 1990                                  | All for the Winner                            | 賭聖                         |
| 1990                                  | When Fortune Smiles                           | 無敵幸運星                   |
| 1990                                  | Triad Story                                   | 江湖最後一個大佬             |
| 1990                                  | Legend of the Dragon                          | 龍的傳人                     |
| 1990                                  | The Unmatchable Match                         | 風雨同路                     |
| 1990                                  | It runs in the Family (sèrie de televisió)    | 孖仔孖心肝                   |
| 1991                                  |                                               |                              |
| Crazy Safari                          | 非洲和尚                                      |                              |
| God of Gamblers II                    | 賭俠                                          |                              |
| The Top Bet                           | 賭霸                                          |                              |
| Fist of Fury 1991                     | 新精武門1991                                  |                              |
| Fight Back to School                  | 逃學威龍                                      |                              |
| God of Gamblers III: Back to Shanghai | 賭俠2之上海灘賭聖                             |                              |
| The Magnificent Scoundrels            | 情聖                                          |                              |
| The Banquet                           | 豪門夜宴                                      |                              |
| Tricky Brains                         | 整蠱專家                                      |                              |
| 1992                                  | Fist of Fury 1991 II                          | 漫畫威龍                     |
| 1992                                  | All's Well, Ends Well                         | 家有囍事                     |
| 1992                                  | Fight Back to School II                       | 逃學威龍2                    |
| 1992                                  | Justice, My Foot!                             | 審死官                       |
| 1992                                  | Royal Tramp                                   | 鹿鼎記                       |
| 1992                                  | Royal Tramp II                                | 鹿鼎記2神龍教                |
| 1992                                  | King of Beggars                               | 武狀元蘇乞兒                 |
| 1992                                  | The Thief of Time                             | 群星會                       |
| 1993                                  | Fight Back to School III                      | 逃學威龍3之龍過雞年          |
| 1993                                  | Flirting Scholar                              | 唐伯虎點秋香                 |
| 1993                                  | The Mad Monk                                  | 濟公                         |
| 1994                                  | Love on Delivery                              | 破壞之王                     |
| 1994                                  | Hail the Judge                                | 九品芝麻官                   |
| 1994                                  | From Beijing with Love                        | 國產凌凌漆                   |
| 1995                                  | A Chinese Odyssey Part One: Pandora's Box     | 西遊記第壹佰零壹回之月光寶盒 |
| 1995                                  | A Chinese Odyssey Part Two: Cinderella        | 西遊記大結局之仙履奇緣       |
| 1995                                  | Out of the Dark                               | 回魂夜                       |
| 1995                                  | Sixty Million Dollar Man                      | 百變星君                     |
| 1996                                  | Forbidden City Cop                            | 大內密探零零發               |
| 1996                                  | The God of Cookery                            | 食神                         |
| 1997                                  | All's Well, Ends Well 1997                    | 97家有囍事                   |
| 1997                                  | Lawyer Lawyer                                 | 算死草                       |
| 1998                                  | The Lucky Guy                                 | 行運一條龍                   |
| 1999                                  | Gorgeous                                      | 玻璃樽                       |
| 1999                                  | The Tricky Master                             | 千王之王2000                 |
| 1999                                  | King of Comedy                                | 喜劇之王                     |
| 2001                                  | Shaolin Soccer                                | 少林足球                     |
| 2004                                  | Kung Fu Hustle                                | 功夫                         |
| 2008                                  | CJ7                                           | 長江七號                     |

### Com a productor
| Any  | Títol anglès                                  | Títol xinès    |
| ---- | --------------------------------------------- | -------------- |
| 2008 | Shaolin Girl                                  | 少林少女       |
| 2009 | Jump                                          | 跳出去         |
| 2009 | Dragonball Evolution                          | 七龍珠         |
| 2010 | CJ7: The Cartoon                              | 長江7號愛地球  |
| 2017 | Journey to the West: The Demons Strike Back   | 西遊伏妖篇     |
| 2019 | Journey to the West: Conquering the Demons TV | 劇版西遊降魔篇 |
| 2019 | The Mermaid TV                                | 劇版美人魚     |

## Premis
| Premis Guanyats |
| --- |
| Amsterdam Fantastic Film Festival - 2005: Premi Silver Scream per Kung-fu-sió |
| Asia Pacific Film Festival - 1992: Millor actor per Justice, My Foot |
| Premis Blue Ribbon - 2002: Millor pel·lícula en llengua estrangera per Shaolin Soccer |
| Premis de la Societat de Crítics de Cinema de Boston - 2005: Millor pel·lícula en llengua estrangera per Kung-fu-sió |
| Premis de la Broadcast Film Critics Association - 2005: Millor pel·lícula en llengua estrangera per Kung-fu-sió |
| Premis de la Societat de Crítics de Cinema de Florida - 2005: Millor pel·lícula en llengua estrangera per Kung-fu-sió |
| Premis Golden Bauhinia - 1996: Millor actor per A Chinese Odyssey - 2002: Millor director per Shaolin Soccer |
| Premis de Cinema Cavall d'Or - 1988: Millor actor secundari per Final Justice - 2005: Millor pel·lícula per Kung-fu-sió - 2005: Millor director per Kung-fu-sió                                                                                           |
| Premis de Cinema de Hong Kong - 2002: Millor pel·lícula per Shaolin Soccer - 2002: Millor director per Shaolin Soccer - 2002: Millor actor per Shaolin Soccer - 2002: Millor director novell per Shaolin Soccer - 2005: Millor pel·lícula per Kung-fu-sió |
| Premis de la Societat de Crítics de Cinema de Hong Kong - 1995: Millor actor per A Chinese Odyssey Part One: Pandora's Box - 2016: Millor director per The Mermaid                                                                                        |
| Premis del Sindicat de Directors de Cinema de Hong Kong - 2016: Millor director per The Mermaid |
| Premi de les Cent Flors - 2006: Millor llargmetratge per Kung-fu-sió |
| Premis de la Societat de Crítics de Cinema de Las Vegas - 2005: Millor pel·lícula en llengua estrangera per Kung-fu-sió |
| Premis de l'Associació de Crítics de Cinema del Sud-est - 2005: Millor pel·lícula en llengua estrangera per Kung-fu-sió |
| Premis de l'Associació de Crítics de Cinema de Dallas-Fort Worth - 2005: Millor pel·lícula en llengua estrangera per Kung-fu-sió |
| Premis de l'Associació de Crítics de Cinema d'Utah - 2005: Millor pel·lícula en llengua estrangera per Kung-fu-sió |
| Premis de la Societat de Crítics de Cinema de Phoenix - 2005: Millor pel·lícula en llengua estrangera per Kung-fu-sió |
| Premis BAFTA - 2006: nominació: Millor pel·lícula no en llengua anglesa per Kung-fu-sió |
| Globus d'Or - 2006: nominació: Millor pel·lícula en llengua estrangera per Kung-fu-sió |